# Religia dacilor
Religia geto-dacilor a fost politeistă, eventual henoteistă, centrată în jurul zeului important Zalmoxis. Herodot afirma că dacii erau monoteiști, dar opinia majoritară a istoricilor de azi este că dacii nu erau monoteiști și că nu se poate avea prea multă încredere în afirmațiile lui Herodot.

## Zalmoxis / Zamolxis
Zalmoxis (numit de către unii dintre ei si Gebeleizis) era zeul suprem. El a fost numit de diferite surse de-a lungul timpului: reformator mitic, profet, mare pontif, rege, medic, zeu. Grecii l-au numit chiar și „șarlatan”, sclav al lui Pitagora. Întrucât Zalmoxis a trăit cu mult înaintea lui Pitagora, potrivit lui Herodotus , întâlnirea lui Zalmoxis cu Pitagora nu pare să fi fost posibilă.
Potrivit surselor din antichitate și Zalmoxis și Deceneu au călătorit în Egipt de unde au primit învățăturile religioase . Pitagora a primit și el învățături de la preoții egipteni iar similaritatea doctrinelor i-a făcut pe grecii antici să susțină o apropiere Zalmoxis-Pitagora.
Religia geto-dacilor se caracterizează prin:
1. Credința in Zalmoxis[5]
2. Aniconism (include si interdicția scrisului religios[6])
3. Rolul important al muzicii[6]
4. Resurecția ciclica a zeului suprem[6]
5. Ritualuri privind "imortalizarea"[6]
6. Inițierea[6] (vezi și Eliade, Istoria Religiilor)

Chiar și ritualul de a trimite „mesageri” la Zalmoxis confirmă credința în viața de dincolo, mesagerii urmând a-l întâlni pe Zalmoxis. Ritualul se presupune că se desfășura în incinta sacra circulară din Sarmizegetusa, la fiecare patru ani. Sacrificații erau aruncați în trei sulițe îndreptate cu vârful în sus, iar mesajele destinate lui Zalmoxis erau încredințate cât timp mesagerul mai era în viață
Zalmoxis i-a instruit pe geto-daci în medicină. Discipolii săi sunt menționați de Platon care relatează concepția zalmoxiana "nu poți să vindeci trupul fără a ține seama de suflet Învățăturile cuprindeau și cunoștințe profunde și complexe de psihologie, (astronomie, matematică și medicină).
Iamblichus a spus ca Zalmoxis a lăsat învățături discipolilor, în formă scrisă.  Iordanes în Getica afirmă și el existența legilor și a învățăturilor scrise la geto-daci, de fapt la goți, că el i-a confundat pe geți cu goții, atribuindu-le lui Deceneu.
Despre Zalmoxis legenda spune că s-a retras într-o peșteră (sub ceasul solar din ceramică de la Sarmizegetusa se presupune că ar fi existat o grotă, apoi, în Peștera Pahomie, numită și Peștera lui Zamolxis sau Peștera Polovragi) unde ar fi stat timp de patru ani ca sihastru.
Legendele din Valea Oltețului susțin că Peștera Polovragi, aflată în inima muntelui și a cărei lungime depășește zece kilometri, ar fi făcut legătura cu Transilvania, în apropierea sanctuarului de la Sarmizegetusa.

## Sarmizegetusa
Sarmizegetusa, capitala statului geto-dacilor, a fost totodată sanctuar, centru spiritual, necropolă și altar al zeului suprem.

## Simbolul lupului
Lupul, simbol al inteligenței, dreptății și nesupunerii, apare foarte des în viața dacilor. Ei foloseau capetele de lupi și șerpi pentru steagurile de luptă, sunetul produs în timpul alergării amplificând rezonanța sonoră. (Un tip de stindard similar era răspândit la sarmați, de la care l-au preluat diverse unități militare romane, de cavalerie, începând din secolul II d.Hr. sub denumirea „draco” (dragon, balaur); purtătorul de stindard tip draco se chema „draconarius”.)

## Zeități
- Gebeleizis –  tunetului, ploii. Era reprezentat ca un bărbat chipeș, uneori cu barbă. Fulgerele și tunetele erau manifestările sale.
- Zamolxis (Zamolxe) – zeul suprem al geto-dacilor, zeul tărâmului de dincolo, al morților și al viilor, reprezentând lumea subterană și viața de după moarte.
- Bendis – zeiță a Lunii, a pădurilor și a farmecelor, zeița dragostei și a maternității.
- Derzis (Derzelas) – zeul sănătații.
- Kotys (Cottyo) – zeița-mamă în mitologia traco-dacă.

Grecii și romanii adesea numeau zeitățile dace după numele echivalenților din propriile religii. Așadar, dacii sunt menționați ca slujindu-i pe Ares (sau pe Marte), Dionisos, Artemis și Hermes.

## Mărturii
Doar Herodot a lăsat câteva informații despre religia dacilor:
Iată în ce fel se socot ei nemuritori: credința lor este că ei nu mor, ci că cel care piere se duce la Zamolxis – divinitatea lor – pe care unii îl cred același cu Gebeleisis. Tot în al cincilea an aruncă sorții, și întotdeauna pe acel dintre ei pe care cade sorțul îl trimit ca solie la Zamolxis, încredințându-i de fiecare dată toate nevoile lor.
Trimitere solului se face astfel: câțiva dintre ei, așezându-se la rând, țin cu vârful în sus trei sulițe, iar alții, apucându-l de mâini și de picioare pe cel trimis la Zamolxis, îl leagănă de câteva ori și apoi, făcându-i vânt, îl aruncă peste vârfurile sulițelor. Dacă, în cădere, omul moare străpuns, rămân încredințați că zeul le este binevoitor; dacă nu moare, atunci îl învinuiesc pe sol, hulindu-l că este un om rău; după ce aruncă vina pe el trimit după un altul. Tot ce au de cerut îi spun solului cât mai e în viață. Când tună și fulgeră, tracii despre care este vorba trag cu săgețile în sus, spre cer, și își amenință zeul, căci ei nu recunosc vreun alt zeu in afară de al lor.

## Concluzie
„Herodot din Halicarnas, care a scris faimoasa sa Istorie la mijlocul celui de-al cincilea secol î.Hr., oferă dintre toți autorii clasici disponibili cele mai multe informații despre societățile nealfabetizate, dar au fost controverse considerabile asupra încrederii pe care o putem avea în relatările sale. Mulți cercetători științifici, urmându-l pe Tucidide, îl denumesc 'tatăl minciunilor', sau, ceva mai sofisticat, îi caracterizează poveștile în lumina teoriei criticii literare, drept în mod primar manifestări ale mentalității grecești și ale categoriilor grecești, mai  degrabă decât reflectări ale unei realități obiective care ar putea fi azi de folos; clasicistul François Hartog a argumentat cel mai elocvent pentru o asemenea lectură a sciților lui Herodot, pe care i-a denumit 'sciții imaginari'.”—Timothy Taylor, The Oxford Illustrated Prehistory of Europe
„Astfel, toate teoriile referitoare la "zalmoxism", la evoluția și influența acestuia, se dovedesc a fi doar speculații moderne, lipsite de o bază informativă, fără de care nu au cum fi demonstrate. Frecvența acestor speculații aparține exclusiv istoriei contemporane a ideilor și ambițiilor identitare.”—Zoe Petre
„Un exemplu: care să fi fost viziunea cosmogonică a geto-dacilor – nu rezultă din textele antichității. Dorim măcar să bănuim.”—Ion Pogorilovschi, op. cit., p. 21